# Милан Петковић (адвокат)
Милан Петковић (Бања Лука, СФРЈ, 10. мај 1984) српски је политичар и правник. Бивши је потпредсједник Народне скупштине Републике Српске, потпредсједник Уједињене Српске (УС) и адвокат.

## Биографија
Рођен је 10. маја 1984. године у Бањој Луци. У Српцу завршава основну школу и Гимназију. Високо образовање започиње на Правном факултету Универзитета у Бањој Луци гдје је и дипломирао 2010. године.
Правосудни испит положио је 2013. године у Сарајеву. У периоду од 2011 до 2016. године био је запослен у адвокатској канцеларији Дабић мр Мирка у Бањој Луци. Адвокат је од 2015. године.
Као студент обављао је дужност Студента продекана на Правном факултету и предсједника Уније студената Републике Српске, те члана Европске студентске уније. На такмичењима у бесједништву на Правном факултету у Бањалуци 2004. и 2006. године освојио је прву награду публике и прву награду жирија.
Члан је Републичке комисије за провођење референдума у Републици Српској.
Политички је активан од маја 2017. године, обавља дужност потпредсједника Уједињене Српске и предсједника Градског одбора Уједињене Српске Бања Лука. На општим изборима у БиХ 2018. године изабран је за посланика у Народној скупштини Републике Српске.
Новембра 2018. године именован је на мјесто потпредсједника десетог сазива Народне скупштине Републике Српске.